# ویمپل آر-۳۷
ویمپل آر-۳۷ (نام‌گذاری ناتو: AA-X-13/AA-13 پیکان) یک موشک هوابه‌هوای برد بلند ساخت روسیه است. از این موشک با نام‌های R-VD, K-37, Izdeliye 610 و کد ناتو اندی نیز نامبرده می‌شود.
این موشک به منظور هدف قرار دادن هواپیماهای آواکس طراحی شده در حالی که هواپیمای شلیک‌کنندهٔ موشک (پلتفرم پرتاب) در منطقه‌ای خارج از برد و تیررس جنگنده‌های محافظ هواپیمای هدف (آواکس) قرار داشته باشد. هر چند موشک مذکور اولین بار توسط هواپیمای میگ-۳۱ام مورد آزمایش قرار گرفت، اما آر-۳۷ در این جنگنده جایگزین موشک آر-۳۳ نشد، بلکه آر-۳۷ برای استفاده توسط هواپیماهای سوخو-۵۷، سوخو-۳۵بی‌ام و سایر جنگنده‌های آینده در نظر گرفته شد. دورترین فاصله‌ای که این موشک پرتاب شده‌است فاصلهٔ ۳۰۰ کیلومتری و به‌سوی یک هواپیمای هدف آزمایشی سوخو-۷ بوده‌است.
در هنگام پرتاب آر-۳۷ ابتدا موشک توسط هواپیمای پلتفرم شلیک می‌شود. سپس موشک رو به بالا اوج می‌گیرد و مسافت ۱۵۰ کیلومتر را به‌صورت مستقیم و با استفاده از پیشران خود رو به جلو حرکت می‌کند. پس از طی این مسافت، پیشران موشک خاموش می‌شود و باله‌چه‌های جانبی موشک باز می‌شوند. موشک با استفاده از انرژی جنبشی ذخیره‌شده در آن ادامه مسیر را به سوی هدف گلاید می‌کند؛ بنابراین برد نهایی موشک بستگی به میزان اوجگیری اولیه و زاویهٔ پرتاب توسط هواپیمای پلتفرم بستگی دارد و بسته به ارتفاع اوجگیری موشک، بین ۲۰۰ تا ۴۰۰ کیلومتر متغیر است. این روش شلیک موشک علیه هواپیماهای کندپرواز و کم‌مانور مانند هواپیماهای آواکس یا تانکرهای سوخت‌رسان هوایی و پرسرعت به مانند جت‌های جنگنده مؤثر است.

## رکورد شکار هوایی
در سال 2022 یک فروند جنگنده سوخو 35 روسیه با موشک r37 و در فاصله 177 کیلومتری یک فروند جنگنده میگ 29 اوکراین را هدف قرار داد و مهندم کرد